# 宋永武
宋永武（韩语： Song Young-moo，1949年3月23—），第45任韓國国防部长、韓國海军退役上將，曾任海軍參謀總長。

## 生平
1949年在忠清南道论山郡出生。曾任第26任大韓民國海軍參謀總長，共同民主党安保研究所研究委员，国防安保特别委员会委员长。是韓國總統文在寅上台后的初任国防部长。他提出了要建设作为国防部长本人也想参军的军营文化，作为子女能让父母放心的军营文化。同时也提出了要进一步发展韩美同盟、扩充女军人数、改善军队条件、培育国防工业。及建设全面的、可应对灾难等非军事威胁的安全体系。
2019年5月16日，宋永武宣稱「金正恩接近自由民主思想」，被《朝鮮日報》批評為荒唐。

## 学历
- 大田高等学校（朝鲜语：대전고등학교）
- 大韓民國海軍官校（朝鲜语：대한민국 해군사관학교）
- 大韩民国陆军步兵学校（朝鲜语：대한민국 육군 보병학교）
- 大韩民国海军大学（朝鲜语：대한민국 해군대학）
- 国防大学
- 庆南大学（朝鲜语：경남대학교）产业经营学 硕士

## 晋升
- 1973年任官為少尉
- 1997年晋升为准将
- 2000年晋升为少将
- 2005年晋升为中将
- 2006年晋升为上将

## 履历
- 1985年1月 ~ 1985年11月 海军大学常规课程结业
- 1985年12月 ~ 1986年2月 海军大学教职员教官
- 1986年2月 ~ 1987年5月 海军第二舰队 德风舰舰长
- 1987年6月 ~ 1990年7月 第5战团作战参谋室 快艇支援参谋，作战参谋
- 1990年7月 ~ 1991年7月 海军作战司令部 作战参谋处 计划課长
- 1991年7月 ~ 1992年8月 海军本部作战综合状况室长
- 1992年8月 ~ 1993年12月 海军第二舰队 清州舰舰长
- 1993年12月 ~ 1997年12月 联合参谋本部 海上作战課长
- 1997年12月 ~ 1999年1月 联合参谋本部 考试评价部长
- 1999年1月 ~ 2000年11月 海军第二舰队 第二战斗战团长
- 2000年11月 ~ 2002年1月 海军第一舰队 司令官
- 2002年1月 ~ 2003年4月 海军本部 造船团长
- 2003年4月 ~ 2004年4月 海军本部 规划管理参谋部长
- 2005年4月 ~ 2005年10月 联合参谋本部 人事军需参谋本部长
- 2005年10月 ~ 2006年11月 联合参谋本部 战略企划本部长
- 2006年11月 ~ 2008年3月 第26任海军参谋总长[4]
- 2008年3月 ~ 2010年3月 国防科学研究所 政策委员
- 2009年1月 ~ 2011年9月 法务法人栗村 常任顾问
- 2012年5月 ~ 2016年6月 国家人权委员会 人权政策咨询委员
- 2013年5月 ~ 建阳大学（朝鲜语：건양대학교） 军事系客座教授
- 2015年11月 ~ 共同民主党安保研究所 研究委员
- 2016年10月 ~ 共同民主党国家安保特别委员会 委员长
- 2017年6月 内定为文在寅政府首任国防部长
- 2017年7月13日 ~ 2018年9月21日 第45任国防部长

## 家族
本贯恩津宋氏，是宋时烈的第十三代子孙。任海军参谋总长时因高层公务员须公开财产，曾公开过宋时烈的16幅书画作品。
高祖父则是因大韩帝国签订乙巳条约后而自尽的爱国志士宋秉璿
现与妻子拥有一女，1995年二女儿因患癌症逝世。

## 授勋
- 1980年 总统表彰
- 1988年 国务总理表彰
- 1999年 忠武武功勋章
- 2004年 保国勋章 天授章
- 2008年 保国勋章 统一章[6]